# Лихо мурашине
«Лихо мурашине», або «Загроза для мурашок» (англ. The Ant Bully) — американський мультиплікаційний фільм 2006 року, знятий режисером Джоном А. Девісом. Головні ролі озвучили Джулія Робертс, Ніколас Кейдж, Меріл Стріп, Пол Джаматті та Зак Ейзен. Продюсерами мультфільму стали Том Генкс, Гарі Гоецман і Джон А. Девіс.
Прем'єра мультфільму відбулась 28 липня 2006 року в США та Канаді. На українські екрани він вийшов через майже 3 місяці — 5 жовтня 2006 року. У ньому була остання кінороль Рікардо Монтальбана перед його смертю 14 січня 2009 року.
Теглайн мультфільму: «This Summer It's Crunch Time».

## Ролі озвучували
- Джулія Робертс — Хова
- Ніколас Кейдж — Зок
- Меріл Стріп — Королева мурах
- Пол Джаматті — Стен Білз
- Реджина Кінг — Кріла
- Брюс Кемпбелл — Фугакс
- Лілі Томлін — Моммо
- Зак Тайлер Ейзен — Лукас Нікл
- Чері Отері — Дорін Нікл
- Ларрі Міллер — Фред Нікл
- Елісон Мек — Тіффані Нікл
- Рікардо Монтальбан — голова Ради

Крім того, епізодичних персонажів озвучили Том Кенні, Тайлер Джеймс Вільямс, Стюарт Скотт Баллок, Ніка Фаттерман, Макс Беркголдер, Колін Форд, Ніколь Салліван та Пет Фрейлі.

## Український дубляж
Фільм дубльовано українською мовою студією «Pteroduction Sound» на замовлення кінокомпанії «Сінегрія» у 2006 році. Станом на 24 жовтня 2023 року це дублювання вважається втраченим.

## Відеогра
Розробником гри The Ant Bully є компанія Midway Games. Офіційна версія відеоігри до фільму вийшла на GameCube, PlayStation 2, PC, Wii та Game Boy Advance 24 липня 2006. Гра була розвинена Монреальською студією Artificial Mind and Movement (A2M).